# زاکسون سویتسرلاند ناتسیونال پارک
پارک ملی زاکسون سویسی (به آلمانی: Nationalpark Sächsische Schweiz) یک پارک جنگلی در استان آزاد زاکسونی و در نزدیکی مرکز این استان، شهر درسدن است. این پارک به دو بخش ۹۳.۵ کیلومتر مربعی تقسیم می شود که در مرکز بخش آلمانی صخره های ماسه سنگی البه قرار دارند.
این پارک ملی همجوار پارک ملی سویس بوهیمی در جمهوری چک است.

## جغرافیا
پارک ملی زاکسون سویسی مرکز منطقه ای به وسعت تقریبی ۷۱۰ کیلومتر مربع است. این منطقه زاکسون سوئیسی نام دارد و در بسیاری از نقاط توسط انسان کاشت و نگهداری می شود. باد شوانوا یکی از شهرهای توریسی این منطقه است.
فضای اصلی این پارک ملی دارای ۴۰٪ مساحت غیرمسکونی است که تقریباً به طور کامل توسط جنگل پوشانده شده است. این جنگل، که دارای بالاترین سطح حفاظت طبیعی آلمان است، در سال ۱۹۹۰ به عنوان پارک ملی ثبت شد.

## طبیعت
زاکسون سوئیسی متشکل از صخره های سنگی فشرده و دره های سر سبز است. بلندترین قله این پارک ملی ۵۵۶ متر از سطح دریا ارتفاع دارد، اما این ارتفاع از دره رودخانه البه که در فاصله اندکی قرار دارد، فقط ۱۱۰ تا ۱۲۰ متر است. به دلیل ارتفاع بلند صخره ها، این منطقه چندین زیستگاه و خرداقلیم مختلف را در خود جای داده است. پارک ملی زاکسون سویسی هنوز هم در بخش هابی میزبان جنگل بکر است که در اروپای مرکزی غیرمعمول است.

## گردشگری
پارکهای ملی، در بعضی موارد، با گردشگری و سفرهای تفریحی در تعارض هستند. یک هدف از ایجاد پارک ملی بالا بردن سطح مصونیت به ۷۵٪ است. این به معنی محدود کردن مسیرهای پیاده روی و کوهنوردی است. امروز حدود ۴۰۰ کیلومتر مسیر پیاده روی، ۴۹.۹ کیلومتر مسیر دوچرخه سواری، و ۷۷۵ محل کوهنوردی با حدود ۱۲۶۰۰ مسیر ممکن برای کوهنوردی وجود دارد. مسیر پیاده روی این پارک به علت زیبایی خیره کننده به مسیر نقاش ها بایگانی‌شده  در ۳۰ سپتامبر ۲۰۲۰ توسط Wayback Machine معروف است.
شهرهای کوچک و ده های این منطقه به خاطر علاقه بسیار مردم به پیاده روی در این منطقه، هتل ها و رستوران های بسیاری دارند. قایق سواری بر رودخانه البه نیز یکی از جاذبه های گردشگری این ناحیه است.